# Bursa (tartomány)
Bursa Törökország egyik nyugati tartománya, a Márvány-tenger partján. Nyugaton Balıkesir, délen Kütahya, keleten Bilecik és Sakarya, északkeleten Kocaeli, északon Yalova határolja. Területe 10963 km², népessége a 2004-es népszámlálás szerint 2 331 000 fő. Székhelye Bursa, mely az Oszmán Birodalom fővárosa volt Edirne meghódításáig. A tartományban található a régió legmagasabb hegysége, az Uludağ és az azt övező Uludağ Nemzeti Park.